# Lenitrophon convexus
Lenitrophon convexus är en snäckart som först beskrevs av Suter 1909.  Lenitrophon convexus ingår i släktet Lenitrophon och familjen purpursnäckor. Inga underarter finns listade i Catalogue of Life.